# Zóny odolnosti

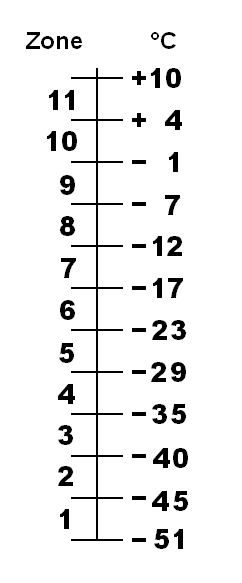
Teplotní škála zón odolnosti ukazuje hranice průměrné roční minimální teploty pro jednotlivé zóny

Zóny odolnosti rostlin (z anglického hardiness zone) jsou zóny, které určují zeměpisné regiony, které lze považovat za vhodné pro přirozený růst a přežití daného rostlinného druhu. Zóny jsou definovány vztahem klimatu v dané oblasti a hranicemi teplotní odolností rostliny, tedy minimální a maximální teplotou, kterou je druh schopen přežít. Tyto zóny nezahrnují další vlivy prostředí, ani mikroklima v lokalitě a ani výjimečné teplotní výkyvy.
Zóny byly poprvé vytvořeny United States Department of Agriculture (USDA) a následně byly převzaty i pro ostatní regiony světa. Určeny jsou minimální teplotou naměřenou během zimy (definované jako průměrná minimální roční teplota). Takže pokud 5 po sobě jdoucích zim je minimální zimní teplota -14 °C, -12 °C, -8 °C, -16 °C a -13 °C, znamená to, že výsledná minimální teplota je -12.6 °C, a území patří do zóny 7.
Většina území ČR a SR patří do zóny 6, nejvyšší polohy do zóny 5, jižní Morava a jižní Slovensko do zóny 7.

## Výhody a nevýhody
Zóny odolnosti jsou užitečné v mnoha případech, protože extrémní (nejnižší) zimní teploty jsou hlavním faktorem ovlivňujícím přežívání rostlin a rozhodují o tom, zda se dá druh pěstovat venku ve volné půdě na daném místě nebo ne. Největší nevýhodou je, že v této škále nejsou započítávány letní teploty. Takto místa, která mohou mít stejnou minimální zimní teplotu, ale výrazně rozdílné letní teploty, budou spadat do stejné zóny. Například Shetlandy a jižní Alabama jsou obě v zóně 8 a 9 a mají stejná zimní minima, ale jejich klima je velmi rozdílné. V létě je kontinentální klima Alabamy o 20 °C teplejší než oceánické klima Shetland a proto se dá na obou místech pěstovat jen malé množství rostlin. Shetlandy mají 1 až 8 dní v roce teplotu nad 30 °C, zatímco Alabama 61 až 150. V praxi to znamená, že druh, který se dá pěstovat v USA a bez problémů jeho semena dozrávají, se na Shetlandách pěstovat nedá, protože mu nikdy nedozrají semena.
Austrálie, ačkoliv je obklopena oceánem, je sušší než Evropa nebo USA. Čísla stupnice odolnosti v Austrálii jsou jiná než pro USA, ale obě stupnice jsou vzájemně převoditelné.
Odolnost rostlin znamená schopnost přežívání rostlin v podmínkách určitého místa, včetně odolnosti vůči teplu, půdní vlhkosti, srážkám apod. Mapy odolnosti vyjadřují pouze odolnost vůči nízkým teplotám a jsou velmi zjednodušené (nezohledňují mikroklimatické rozdíly). Například jsou rostliny zasaženy více jednou extrémně nízkou noční teplotou nebo je počet mrazových dnů (tedy délka zimy) důležitější? Ve skutečnosti jsou oba faktory důležité. Dalším aspektem je, že rostlina může nějaký čas přežít na daném území, ale jeden vzácný mrazový den ji může zabít.
Nízká teplota není jediný faktor ovlivňující přežití rostlin. Stejně důležitá je i vysoká letní teplota, srážky, půdní reakce, půdní teplota. Také mnohé rostliny, aby kvetly a tedy mohly vytvořit semena a na daném území tak dlouhodobě přežívat, potřebují určitý poměr dne a noci.